# Союз Українок штату Вікторія
Союз Українок Вікторії (СУВ) (англ. Ukrainian Women’s Association Victoria) — провідна українська жіноча організація у штаті Вікторія, Австралія, заснована 18 грудня 1949 року. СУВ є складовою частиною Союзу Українок Австралії (СУА) та членом Світової федерації українських жіночих організацій (СФУЖО).
Організація об’єднує українок для збереження та популяризації національної культурної спадщини, розвитку жіночого лідерства, підтримки громади та допомоги Україні. Протягом понад 75 років СУВ є важливим центром українського життя у штаті Вікторія, відіграючи помітну роль у громадських, культурних та благодійних ініціативах.

## Місія та цінності
- Збереження та розвиток української культури, мови і традицій.
- Підтримка жіночого лідерства та активної участі у громадському житті.
- Реалізація благодійних ініціатив та надання допомоги Україні.
- Зміцнення зв’язків між українськими громадами Австралії та світу.
- Співпраця з міжнародними організаціями та участь у гуманітарних проєктах.

## Основні напрями діяльності
- Культурно-просвітницька робота: організація виставок, лекцій, майстер-класів, літературних заходів (зокрема, діяльність Літературного клубу «Мальви»)
- Благодійність і підтримка України: гуманітарна допомога, збір коштів для українських потреб, фінансова підтримка міжнародного конкурсу знавців української мови імені Петра Яцика
- Громадська активність: меморандум про співпрацю з Музеєм української діаспори у Києві (спільна робота над Віртуальним музеєм української діаспори, популяризація української культурної дипломатії)

## Структура та відділи
Союз Українок Вікторії об’єднує п’ять активних відділів, кожен з яких працює у своєму регіоні:
- Відділ імені Алли Горської, Союз Українок Австралії
- Відділ імені Лесі Українки (Джілонґ), Союз Українок Австралії
- Відділ імені Лесі Українки (Нобл Парк), Союз Українок Австралії
- Відділ імені Ольги Мак (Сант-Албанс), Союз Українок Австралії
- Відділ «Мальви», Союз Українок Австралії [3],[4]

Загалом організація налічує понад 120 членок.
Союз Українок Вікторії є авторитетною жіночою організацією, яка через активну діяльність і численні проєкти укріплює українську громаду в Австралії, зберігає культурну спадщину та підтримує Україну у важливі історичні моменти.

## Визнання
До значущих подій в історії організації належить святкування 75-річчя діяльності, яке відбулося 27 жовтня 2024 року в Мельбурні за участі членкинь, гостей та представників української громади Австралії.